# Мазур Ірина Володимирівна
Іри́на Володи́мирівна Ма́зур  (нар. 1964, Львів) — українська хореографка, режисерка-постановниця, керівниця модерн-балету «Життя», генеральна директор мистецького центру «Кубок Лева», народна артистка України (2017).

## Життєпис
Народилася 1964 року у Львові в сім'ї робітників.
Закінчила музичну школу по класу баяна і танцювальну школу по класу балету. Учениця Вікентія Рудчика.
1982 року одружилася і замість продовження навчання виїхала до чоловіка в Німеччину, де він служив. 1983 року народила сина Володимира.
1986 року після п'яти років роботи танцюристами у джаз-балеті Мануели Шварц у Німеччині Ірина з чоловіком, режисером Стефаном Мазуром, створили у Львові шоу-балет «Життя». Разом з балетом побувала у понад 50 країнах світу. Згодом чоловік зайнявся будівельним бізнесом і відійшов від творчості, а син Володимир почав виступати в балеті «Життя» в якості соліста.
Навчалася на хореографку у Львові та на режисерку — у Рівненському державному інституті культури.
2004 року з «Дикими танцями» у постановці Ірини Мазур за участі балету «Життя» співачка Руслана перемогла на «Євробаченні-2004». Тоді ж отримала звання заслуженої артистки України.
2005 року під час київського «Євробачення» балет презентував хореографічну сюїту «Спогади ватри». Найдовший гастрольний тур (30 концертів протягом 20 днів) балет здійснив у Великій Британії. Наймасовішим був його виступ у Сеулі на Олімпійському стадіоні «Чамшиль» у присутності 100 000 глядачів (вересень 2009 року).
2017 року Ірині Мазур присвоєне звання народної артистки України.

## Родина
Чоловік — Стефан Адамович Мазур — працює у будівельному бізнесі.
Син — Володимир Степанович Мазур (нар. 14.03.1983) — хореограф і соліст балету «Життя», онучка Софія (нар. 2009) займається в дитячому танцювальному колективі «Смайлики».

## Визнання
- 2004 — заслужена артистка України[2]
- 2017 — народна артистка України[1]